# Adam Wykręt
Adam Wykręt (* 20. Oktober 1945 in Międzybrodzie Bialskie) ist ein polnischer Politiker der Platforma Obywatelska (Bürgerplattform).

## Leben
1978 machte sich Adam Wykręt mit einer Konditorei selbständig. Anfang der 1980er Jahre wandelte er das Unternehmen in eine Bäckerei um. Heute nennt sich das Unternehmen Euro. 2002 bis 2007 war er Mitglied des Stadtrates von Bielsko-Biała als Vertreter der Sojusz Lewicy Demokratycznej (Bund der Demokratischen Linken), 2006 bis 2007 als Vizepräsident.
Bei den vorgezogenen Parlamentswahlen 2007 trat Wykręt für die Bürgerplattform an und wurde im Wahlkreis 27 Bielsko-Biała mit 10.180 Stimmen in den Sejm gewählt. Er arbeitet dort seit 2007 in der Kommission für Gesundheit und seit 2008 zusätzlich in der Kommission für Körperkultur, Sport und Touristik (Stand 2009).
Adam Wykręt ist einer der Gründer der Brotbank Bielsko-Biała, die Bedürftige unterstützt. Er hat drei Kinder, ein Sohn leitet heute sein Unternehmen (2009).

## Verweise